# Pseudanthessius tortuosus
Pseudanthessius tortuosus is een eenoogkreeftjessoort uit de familie van de Pseudanthessiidae. De wetenschappelijke naam van de soort is voor het eerst geldig gepubliceerd in 1964 door Stock, Humes & Gooding.